# Piotr Młotecki
Piotr Młotecki (ur. 15 listopada 1925 w Piłatkowcach na Podolu, zm. 17 czerwca 2003 w Podkowie Leśnej) – polski taternik, alpinista, organizator ponad 20 wypraw w Himalaje, Karakorum, Kaukaz, Ałtaj, Pamir, góry Ameryki, autor książek o tematyce górskiej. Członek honorowy Polskiego Związku Alpinizmu. W czasie II wojny światowej żołnierz Armii Krajowej Obszaru Lwów Inspektoratu Czortków. Służył w zwiadzie konnym, nikt nie zginął z jego ręki.

## Osiągnięcia alpinistyczne
- Szczyt Lenina, 1967, Szczyt Ismaila Samaniego (dawn. Pik Komunizmu), Szczyt Niepodległości
- 1989 – Denali (McKinley) – zdobycie szczytu w wieku 64 lat.

## Kierowane wyprawy
- 1974 – wyprawa, w czasie której zdobyto Kangbachen (7902 m n.p.m.)
- 1978 – wyprawa, w czasie której zdobyto Kanczendzongę Środkową (8482 m n.p.m.) i Południową (8476 m n.p.m.)